# Jan Bernard van Peene
Jan Bernard van Peene (Assenede, ca. 1785 – Assenede, 27 april 1857) was een Belgische politicus.

## Biografie
Jan Bernard van Peene was notaris en burgemeester in zijn geboorteplaats Assenede en Boekhoute, waar hij op 27 april 1857 overleed op 72-jarige leeftijd. Een andere bron vermeldt echter dat hij werd gedoopt op 7 augustus 1758 in Boekhoute en vermeldt geen sterfdatum. Hij was notaris in het burgerhuis in de Hoogstraat nummer 6 van 1825 tot aan zijn dood. Hij was eveneens voorzitter van de letterkundige vereniging "Floris ende Blancefloer" in Assenede die zich inzette voor taal en volk.
Hij leverde in verschillende tijdschriften, waaronder De Eendragt, dicht- en prozabijdragen, zoals "De Zwaluwen". Dit leidde tot een benoeming als lid van de Gentse vereniging De Taal is gansch het Volk. Hij was ook lid van "Broedermin en Taelijver", eveneens in Gent.
Ook zijn zoon Johan Bernard Van Peene (27 juli 1815 - 25 augustus 1845) was literair bevlogen. Er zijn twee gedichten van zijn hand bekend getiteld "Aen den Nachtegael" en "De Eenzaemheid". Sommige geschiedkundige bronnen schrijven deze gedichten ten onrechte aan Jan Bernard Van Peene toe.